# Большое Харбейты
Большое Харбейты (также Большое Харбей-Ты, Харбей, Большой Харбейты) — озеро в Заполярном районе на востоке Ненецкого автономного округа, расположено на просторах Большеземельской тундры, в незаселённой местности, в 48 км от Воркуты. Входит в систему Харбейских озёр, соединённых между собой протоками.

## Общие сведения
Площадь озера 21,8 км². Высота над уровнем моря — 129 м. Глубина достигает 17 м. Протяжённость озера 11,6 км, ширина достигает 3,3 км в северной части. Площадь водосбора составляет 86,8 км2. По восточному берегу Большого Харбейты проходит граница между Республикой Коми и Ненецким автономным округом. 

## Описание
Озеро Большое Харбейты имеет неправильную форму, вытянутую с юга на север, береговая линия сильно изрезана. Впадает несколько ручьёв, а также река Налиматывис (на северо-востоке). На юго-востоке вытекает река Харбейтывис, впадающая в Сейду и относящаяся к бассейну Баренцева моря. Имеется несколько островов. Для берегов характерна тундрово-кустарниковая растительность. На севере возвышается сопка Хальмермыльк (156 м), на западе — Малый Степан-Мыльк (175 м), а на юге — Харбеймыльк (178 м).
В озере обитает 14 видов рыб, в том числе промысловые: пелядь, сиг и хариус.